# دیفر
دیفر (به هلندی: Diever) یک منطقهٔ مسکونی در هلند است که در وسترفلد واقع شده‌است. دیفر ۲٬۰۹۰ نفر جمعیت دارد.